# ミッキーマウス
ミッキーマウス (Mickey Mouse)は、1928年にウォルト・ディズニーとアブ・アイワークスが制作したネズミのキャラクター。ウォルト・ディズニー・カンパニーのシンボルキャラクターである。

## 背景

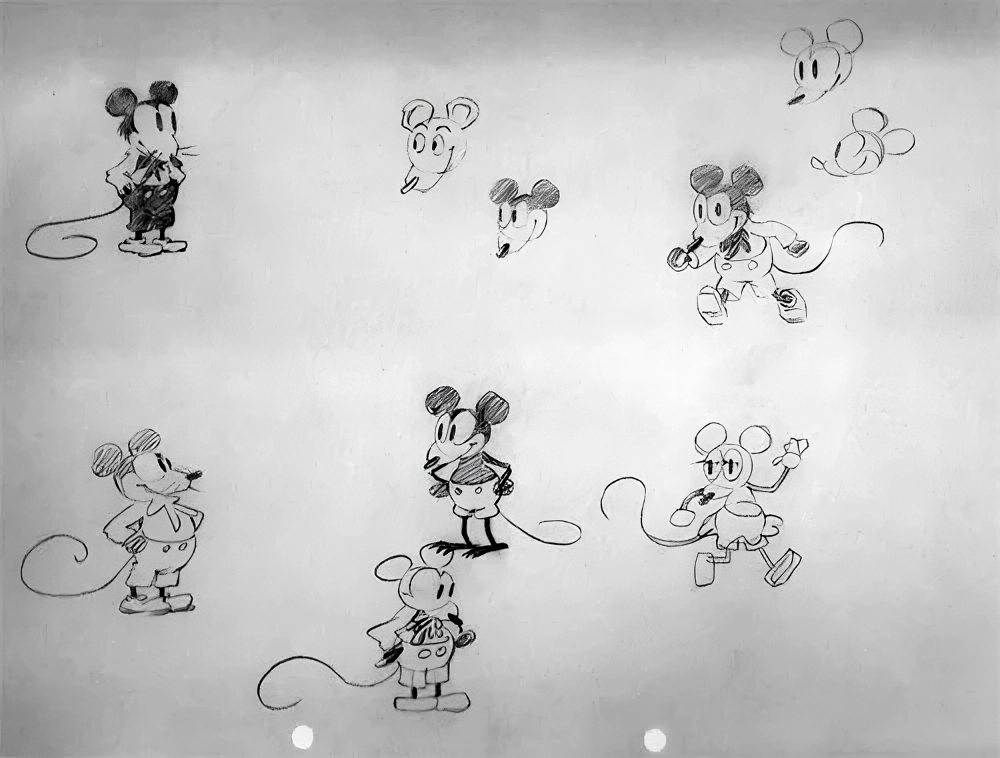
初期のコンセプトアート。

1927年、ニューヨークの映画プロデューサーで配給業者でもあるユニバーサル・ピクチャーズのチャールズ・ミンツ (Charles Mintz) が『オズワルド・ザ・ラッキー・ラビット』の制作をウォルト・ディズニーへ指示する。オズワルドがミンツの手によってユニバーサルで配給され、成功を収めたためディズニー側は製作費の値上げを求めたが、この要求は拒否され、またキャラクターの所有権がユニバーサル側にあると突きつけられる。交渉は決裂し、ディズニーは契約更新を拒否され、さらにミンツによる従業員引き抜き工作が起こり、ウォルトとアブはオズワルドに関する全ての権利に加えて、有能なアニメーターを手離すこととなった。ウォルト・ディズニー、アブ・アイワークス、ウィルフレッド・ジャクソンは『オズワルド』の製作を継続しながら別作品の企画を余儀なくされる。この企画でミッキーマウスが生まれた。
「ウォルトは飼いならしたネズミをよく研究し、彼が醜いと思っていた耳・口・足などを大きくしポイントを付け1927年にミッキーマウスを考案した」という一般に知られるエピソードは架空の話である。そもそもウォルトはプロデューサーであり、アニメーターではない。
アブ・アイワークスはミッキーを奪ったとしだいに共同経営者のウォルトを憎むようになり、ディズニーと決別し自身のスタジオを持つに至る。
ウォルトは元々ミッキーをモーティマーと名付けるつもりだったが、妻リリアンの一声で現在の名前になり、その代わりにミッキーの恋のライバルであり、ミニーマウスの幼なじみとして、モーティマー・マウスが登場する。
恋人はミニーマウス。愛犬はプルート。
甥っ子にモーティーとフェルディーがいる。モーティーとフェルディーは両者とも小さなミッキーのような見た目であるが、服以外の見た目は全く同じに描かれている。モーティーは赤い服や帽子を身に着けていることが多く、フェルディーは青い服や帽子を身に着けていることが多いものの、それ以外の服を着ていることもあり、特に両者が全く同じ服を着ている場合や、白黒テレビの場合は、見た目では全く区別がつかなくなってしまう。

### 変革
実際の第1作はチャールズ・リンドバーグに因むヒット作『フィリックスのノンストップ飛行』のパロディ『飛行機狂 / プレーン・クレイジー』である。第2作は『ギャロッピン・ガウチョ』。どちらもサイレントで配給ルートも得られずまったく相手にされなかった。1928年11月18日、第3作アニメーション映画『蒸気船ウィリー』がトーキーで成功。当時はウォルトが声優を務めていた。その後映画はシリーズ化されミッキーは一躍人気キャラクターとなった。
1939年、『ミニーのクッキーパーティー』以降はキャラクターデザインが変更された。それまでは黒目がちであったが、この変更により白目が付いており、黒目が小さくなった。また、眉毛も無かったが、表情が付けにくいため、眉毛が付いた。

## プロフィール

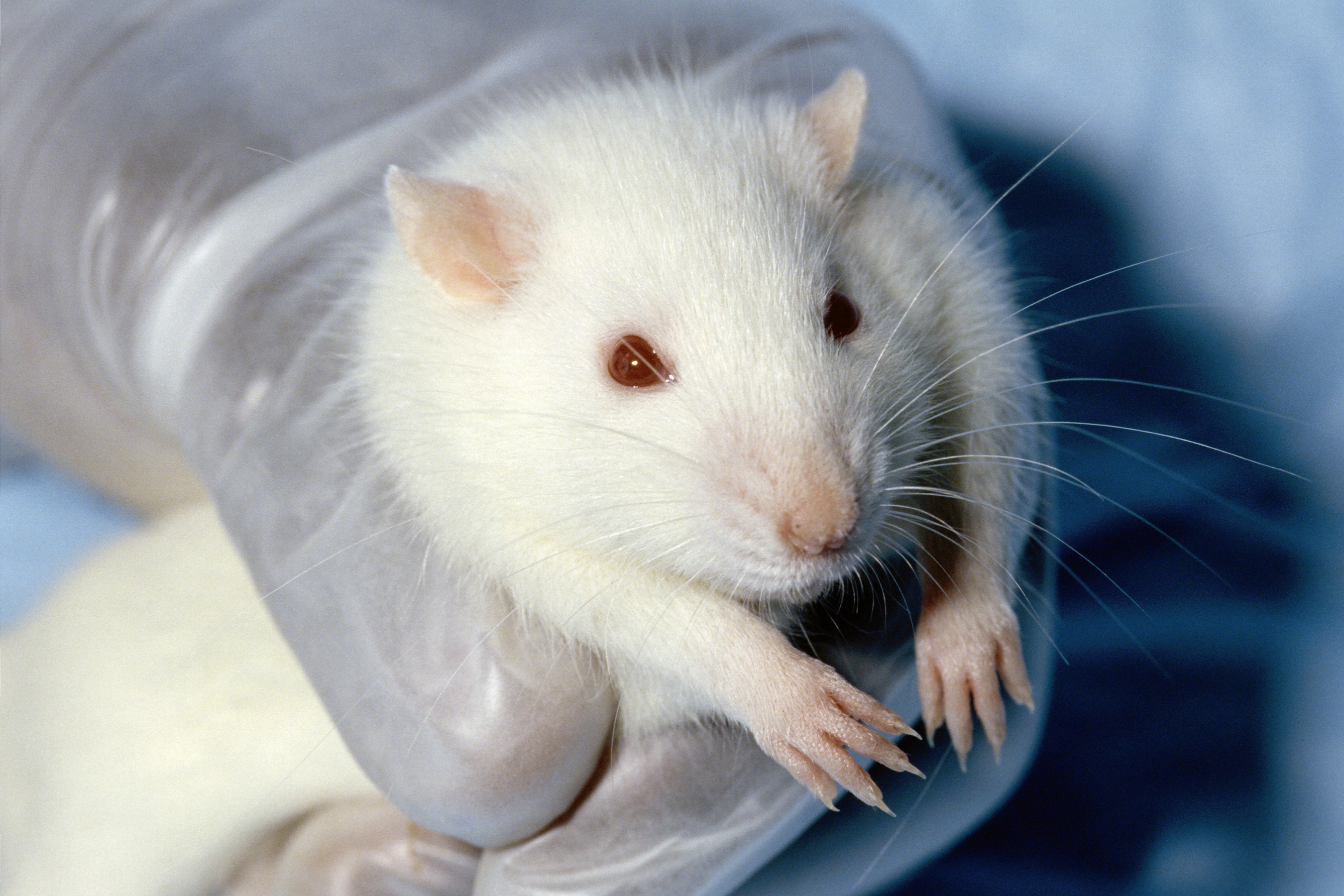
ネズミの手（前足）

名前
Mickey Mouse（ミッキーマウス）
また、アメリカなどでよく呼ばれているあだ名は「Mick」（ミック）
各国で呼び名は異なり、
- 中国では「米老鼠」（mǐlǎoshǔ：ミィラオシュウ）、または「米奇」（mǐqí：ミィチィ、マイケイ）
- イタリアでは（Topolino：トポリーノ）
- スペインでは（Ratón Miguelito：ラトン・ミゲリート）
- フィンランドでは（Mikki Hiiri：ミッキ・ヒーリ）
- インドネシアでは（Miki Tikus：ミッキ・ティクス）etc…

国籍
アメリカ合衆国（しかし、東京ディズニーリゾート「ボン・ヴォヤージュ」前のプロフィールには、「citizen of the world」と書かれており、具体的国名は書かれていない）
生年月日
1928年11月18日、日曜日、ニューヨーク出身
ニューヨークのコロニー劇場にて、上映の目次の1番目でもあるデビュー作『蒸気船ウィリー』(Steamboat Willie) の公開日でもある。しかし、その前の同じく1928年に『飛行機狂』(Plane Crazy) と『ギャロッピン・ガウチョ』(The Gallopin' Gaucho) という作品にも出演しているため、ミッキーにとっては3作品目でもある。
年齢
設定ではティーンエイジャー
種類
白ハツカネズミ
身長
3フィート2インチ（約96.5cm）
ミッキーを長年描き続け、ミッキーの目を白目と黒目にしようと考えたウォード・キンボールによると、ミッキーは90cmぐらいだという。また、ドイツのディズニー公式サイトでは109cmとされている。
体重
23ポンド（約10.4kg）
性格
正義感が強くシャイで礼儀正しくジェントルマン。一方でやんちゃでいたずらっコなところもあり、初期はその面がよく出ていた。とても陽気。好奇心旺盛で楽しいこと好きでそれがトラブルを招くこともある。しっかりものだが金銭にはルーズな所が見られ、『ハウス・オブ・マウス』ではミニーから預かったクラブの建物の家賃をチーズに使ってしまっている。短編作品で道に落ちていた大金をネコババしてミニーへのプレゼントを買っている。メンタルが弱くピンチになると取り乱す傾向がある。
口癖
“Oh,boy!”, “Ha-ha”, “Gosh”, “Swell”,“Aw-Gee”, “Uh-Oh!” など。基本的に声が高い。
また、別れの挨拶の時には “See ya real soon!” とよく言っている。
仕事
映画俳優、テーマパークホスト、ナイトジャズクラブオーナー（カートゥーンにて）、チャリティー、etc…
資格
パイロット、ハンティング、船のキャプテン、乗用車、作業用車、大型トラックなど。そしてディズニーパークの消防隊長も務めている。
趣味
スポーツ、カントリーライフ、読書。
愛車
赤いレトロな車→（赤いスポーツカー）
ある日古いレトロな車に嫌気がさし売りに行き、新車のスポーツカーを手に入れた。しかし多彩な機能に振り回され、結局以前の車を買い取りにいこうとしたら売却されていた。実はその車を買ったのはミニーだったのである（「ミッキーのギャグファクトリー」に収録）。
住んでいる場所
アメリカ合衆国カリフォルニア州ロサンゼルス、アナハイム、トゥーンタウン、ホットドッグヒルズ（『ミッキーマウスとロードレーサーズ』）
以前はマウストンに住んでいたようだが、ミニーがトゥーンタウンに引っ越すというので彼もすぐミニーの隣に家を建てたという。今もトゥーンタウンに住んでいる。トゥーンタウンはもともと「ロジャーラビット」という映画の舞台である。
家族
母親がいる。兄弟は姉のフェリシティとその子供である甥のモーティーとフェルディーがいる。
ペット
プルート (Pluto)
名前の由来は、デビュー当時1930年に発見された「冥王星」からとった。種類はブラットハウンドで、主人に忠実。ペットとは考えず親友として接している。
趣味
リスや動物と遊ぶ、ボール遊び。
家族
K.B.（本名不詳の兄弟）
仕事
新聞受けから新聞を取ってきてミッキーに渡すこと。狩りのお供。
友達
グーフィー、ドナルドダック、デイジーダック、ヒューイ・デューイ・ルーイ、チップ&デール、クラリス、マックス、クララベル・カウ、ホーレス・ホースカラー、クララ・クラックなど。
ガールフレンド
ミニーマウス
ミッキーと生年月日が同じ（ミッキーはミニーのことを“My Sweet Heart”や“My CherryPie”とも呼ぶ）。
ライバル
ピート、モーティマー・マウス
ピートとモーティマーとよくミニーの取り合いになる。
知り合いの著名人
国連事務総長（アナン）、国王、大統領、俳優、歌手、アスリート、など様々。
愛読書
チーズと平和、マイ・フェア・マウス、全ネズミカタログ、トゥーンタウンの歴史（哲学的な本も読む）
Featured Magazines
Time, Newsweek, Life, National Geographic, Good Housekeeping
取っている新聞
TOON Repoter
料理の腕
日本やアメリカなどにもある「Chef Mickey」というブッフェスタイルのレストランのシェフを務めている。一人暮らしなので料理はできる。パンにハム、チーズ、レタスなどの具を1m近く重ねたサンドウィッチが得意。
好きな色
赤、黄色（緑はあまり好きでないらしい）。モノクロ時代、ウォルトは緑色のパンツを考えたという逸話がある。
好きな食べ物
チーズ、ミニーの作るレモンパイ
得意なスポーツ
アメフト、馬術、（中でも）ダンス
得意な楽器
ギター、ドラム、（一番愛しているのは）ピアノ
5周年から始まり現在もディズニーシーにて上演中のビッグバンドビートではドラムさばきを、2007年度ディズニーハロウィンのホーンテッドロッキンストリートでは、ギターソロを披露。稀にアドリブで「星に願いを」や「ミッキーマウス・マーチ」を入れていた。ミニーはデジパッド（サンプリングデジタルドラム）をシンバルつきで披露。
手
実際のげっ歯類の手（前足）は身体に比して小さく指先も細く、見た目もグロテスクな印象を受ける。そのためミッキーマウスでは写実的な表現は避け大型で丸みのある形にしたり、後年の作品ではより擬人化しグローブを着用している。
ミッキーマウスの手の指は4本として描かれているが、これは「蒸気船ウィリー」が公開された1928年当時のアニメーション技術で5本指で描いた場合、指が6本に見えたためだと言われている。
足
足には黄色い靴を履いている形で描かれることがほとんどであるが、稀に素足で描かれる場合は足の指も手と同じく4本として描かれる。
耳
シルエットでもわかる通り、耳はミッキーマウスであると分かる上で重要な要素である。顔を含めて３つの大きな円が組み合わされているだけで、ミッキーであると多くの人から認識がなされる。『ハウス・オブ・マウス』では耳の形を整えるため耳にのり付けしているらしく、『ミッキーマウス！』の「耳は貸せない」ではそのシーンが描かれている。『ミッキーのアルバイトは危機一髪』のみ耳の中まで脳みそがつまっている設定だが他の作品では耳は取れる。

## 代表的な出演映画
蒸気船ウィリー
1928年、モノクロ作品。ディズニー初のトーキーアニメーション映画。3番目に製作されたミッキーマウス作品。最初に公開されたので、ミッキーのデビュー作とされており、公開日である1928年11月18日がミッキーの誕生日とされてきたが、最近ではこれを単に「スクリーンデビューの日」とし、誕生日とは呼ばないことがある。
日本国内では基本的に11月18日がミッキー&ミニーの誕生日とされており、その認知度も高い。ディズニーモバイルサイトでは11月18日を誕生日として、それにちなんだイベントを2007年度も行っている。
ミッキーの大演奏会
1935年に公開された。ミッキーマウスシリーズ初のカラー作品である。ミッキーが「嵐」という曲を演奏して本当に嵐が来た。ミッキーたちはそれでも演奏していた。
ファンタジア
1940年に公開された。ミッキー史上初の長編映画。いくつかの短いアニメがクラシックの音楽に合わせ進行する。ミッキーは3番目の曲目「魔法使いの弟子」に出演する。
ロジャー・ラビット
1988年に公開された。多種多様な作品のトゥーンキャラクター達が登場する映画である。ミッキーも出演している。
ミッキーのミニー救出大作戦
2013年に公開された3D作品。ミッキーの声は、アーカイブから抽出した生前のウォルトの声を用いている。
ミッキーマウス：ザ・ストーリー
2022年に公開された。ミッキーの製作秘話やアーカイブ映像を用いたドキュメンタリー。

## 著作権・商標権
ディズニーはオズワルドの版権をユニバーサル・ピクチャーズに奪われた経験を受け、それ以降知的財産権と他者からの侵害行為に厳しくなり、特に筆頭キャラクターとしてミッキーマウスの著作権は厳正に管理されている。
アメリカ合衆国の著作権法は“（皮肉の意味を込め）ミッキーマウス保護法”とも呼ばれており、そのような体制を批判する団体や企業もあるが、「ミッキーマウス」および他の「キャラクター名」や「作品名」も含め一律に「商標」として保護され、半永久的に保持できるため、たとえ著作権が切れたとしても（その他の知的財産権が残るため）、無断で商標権に抵触するような使い方を禁じている。なお、商標権の侵害となるのは商品の目印となる使い方であり、たとえば商用目的であろうと著作物の題号については商標権が行使できないため、ミッキーマウスを題号に含んだ作品の販売は商標権の侵害にはあたらず自由である。また作中でのミッキーマウスの登場など商品の識別にならないような使い方ならば商標権の侵害になることはない。商標権があるから、商用目的で一切使えないというのは誤解である。
著作権は国ごとに保護期間が異なっており、アメリカではミッキーが初登場した「蒸気船ウィリー」の保護期間は同作品公開から95年となる2023年12月31日に終了した。この直後から、「蒸気船ウィリー」に登場するミッキーマウスをテーマとしたホラー映画やホラーゲームの制作が相次いで発表された。なお、後年の作品に登場する、手袋を着用したデザインのミッキーマウスは依然として著作権が有効となっている。
日本では1953年以前の映画で団体名義の場合著作権が有効なのは公表後50年であることから、「蒸気船ウィリー」は保護期間が1989年の前後に終わっていると推定される。日本では実際に「ファンタジア」「ダンボ」などをアプロック社がパッケージに「パブリック・ドメイン」と明記した上で販売。ディズニー社は「法令遵守で厳正」なことが評価されているため、各国のコンプライアンスに重点を置いており、アプロック社がパッケージにする際も「ディズニー映画を出しているブエナビスタ社に事前に『出す』旨を宣言した。『やめてくれ』と言われなかった」と証言している。
ウォルト・ディズニー・ジャパン社は「著作権に関する方針や見解は公表しない」との方針を採っており、自社のウェブサイトでもキャラクターや作品に対する知的財産権の方針を明確にしていない。

## 声優
いずれも、カウンターテナー風の声質が特徴。
原語版声優
- 初代：ウォルト・ディズニー（1928年 - 1947年、2013年）
- 2代目：ジム・マクドナルド（1947年 - 1977年）
- 3代目：ウェイン・オルウィン（1977年 - 2009年）
- 4代目：ブレット・イワン（2009年 - 現在）、クリス・ディアマントポロス（『ミッキーマウス!』、『ワンス・アポン・ア・スタジオ』2013年 - 現在）
- 一時期代役：クラレンス・ナッシュ（1934年）

日本語吹き替え声優
- 小幡昭子（1960年代）- 日本コロムビア版レコード
- 堀絢子（1973年）- NETテレビ『ディズニーぱれーど』
- 榊原郁恵（1979年）- テレビ番組『ミッキーマウス50周年スペシャル』『ミッキー・マウス大会』TBS版
- 太田淑子（1981年）- 『ファン・アンド・ファンシー・フリー』TBS版
- 宮崎美子（1982年）- テレビ番組『ミッキー・マウス大会』TBS版
- 後藤真寿美（1984年 - 1988年）- ポニー版・バンダイ版（廃盤）
- 土井美加（1984年 - 1988年）- ポニー版・バンダイ版の一部（廃盤）
- 山田栄子（1984年 - 1985年）- 日本テレビ『ミッキーマウスとドナルドダック』
- 田中秀幸（1980年代後半の東京ディズニーランドのパレード、ショー）
- 納谷六朗（1989年 - 1991年）- BVHE版初代
- 青柳隆志（1991年 - 2018年）- BVHE版2代目
- 星野貴紀（2018年 - 現在）- BVHE版3代目

## 日本での歴史

### ミッキーマウスの日本上陸
日本にミッキーマウスが紹介されたのは、デビュー作『蒸気船ウィリー』公開翌年の1929年のことである。日本国内で最初に公開されたミッキー作品は、1929年9月12日（もしくは27日）に新宿武蔵野館で公開された『ミッキーマウスのオペラ見物』であると見られる。いずれにしても1929年当時のキネマ旬報においてミッキーに言及されていることから、1920年代の日本に既にミッキーが上陸していたことは確実である。

### 戦前戦中の日本におけるミッキーマウス
早くも、1931年には日本においてミッキーマウスの商標が登録されている（登録0226416号）。
1935年頃に阪和電気鉄道（現在のJR西日本阪和線）が発行した砂川遊園 のパンフレットのキャラクターに用いられていた。
日本オリジナルのミッキーマウス関連の楽曲として、1934年には『ミッキイ・マウスの結婚』（作詞：佐伯孝夫　作曲：加藤しのぶ　歌：平井英子 & 藤山一郎）、1935年頃には『ミッキーマウス』（歌：望月誠）などが発表された。
子年だった1936年には、ミッキーを描いた年賀状などの葉書が見受けられている（その後子年にちなんで2008年の年賀はがきにミニーマウスと共にデザインとして印刷された）。また、この年の元旦の大阪朝日新聞にはミッキーが描かれた味の素の新聞広告が掲載された。
当時既に日本で商標登録されていたミッキーマウスだが、おおよそ許可を得て使用しているとは思えない二次創作物も多くあり、1934年公開の映画『オモチャ箱シリーズ第3話 絵本一九三六年』ではミッキーに酷似した巨大ネズミが侵略者として登場している。

### 戦後日本におけるミッキーマウス
1951〜1958年と1965〜1981年にかけて早慶戦時に慶應側のマスコットキャラクターとして用いられていた。
1983年に東京ディズニーランドが開業する以前は、日本でのディズニーキャラクターの人気はミッキーよりバンビやピノキオのほうが上だった。
海外ではしばしば「かつて日本ではミッキーマウスが『ミキクチ』と呼ばれていた」とするトリビアが紹介されることがあるが、このことは手塚治虫によって否定されている。「ミッキーマウス」の「マウス（mouse、ネズミ）」を「口（mouth）」と誤認したことにより生まれたデマであると考えられている。このデマは1947年頃から流布したとされている。

### 東京ディズニーランド開園以降の日本におけるミッキーマウス
ディズニー関連以外のイベントにも登場したことがあり、1988年京葉線一部開業（第二期）の式典にゲストとして招かれた。1997年秋田新幹線開業の時にはミニーマウスも連れて式典に来た。2023年には千葉県の誕生150周年を記念するイベントにミッキー以外のキャラクターと共に参加し、浦安市と館山市、千葉市中央区にて記念パレードが行われた。また、1990年に開場した千葉マリンスタジアム（現・ZOZOマリンスタジアム）のこけら落とし（プロ野球オープン戦・巨人対ロッテ）にもドナルドダックと共に来場し、始球式に立ち会っている。
日本のディズニー・チャンネルはミッキーの誕生日にあわせて2003年11月18日に本放送を開始した。

## その他

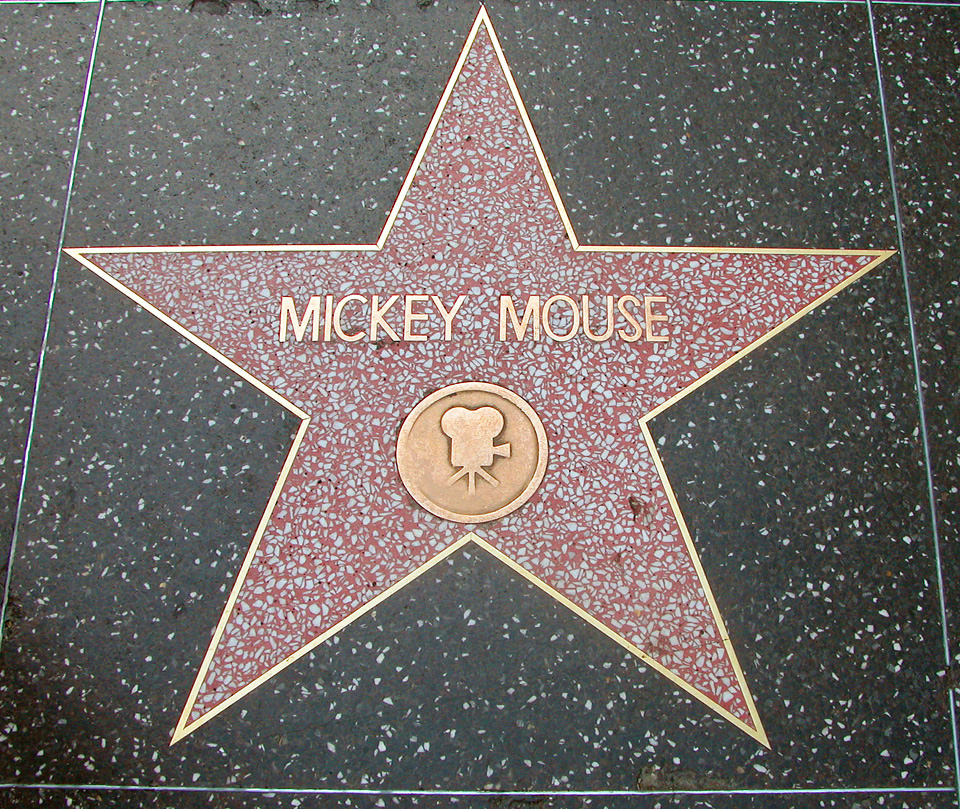
ハリウッド・ウォーク・オブ・フェームにあるミッキーマウスの名前を刻んだプレート

- 1978年、ハリウッド・ウォーク・オブ・フェームに架空のキャラクターとしては初めてミッキーマウスの名前が刻まれた星形のプレートが設置された[29]。

1つの円に2つの円が接した画像はしばしばミッキーマウスと関連付けられる

- 数学の特定の分野において、1つの球面に2つの円がくっついた空間を、ミッキーマウス空間(Mickey Mouse space) と呼ぶことがある[30]。